# قانون العفو الفنزويلي 2019

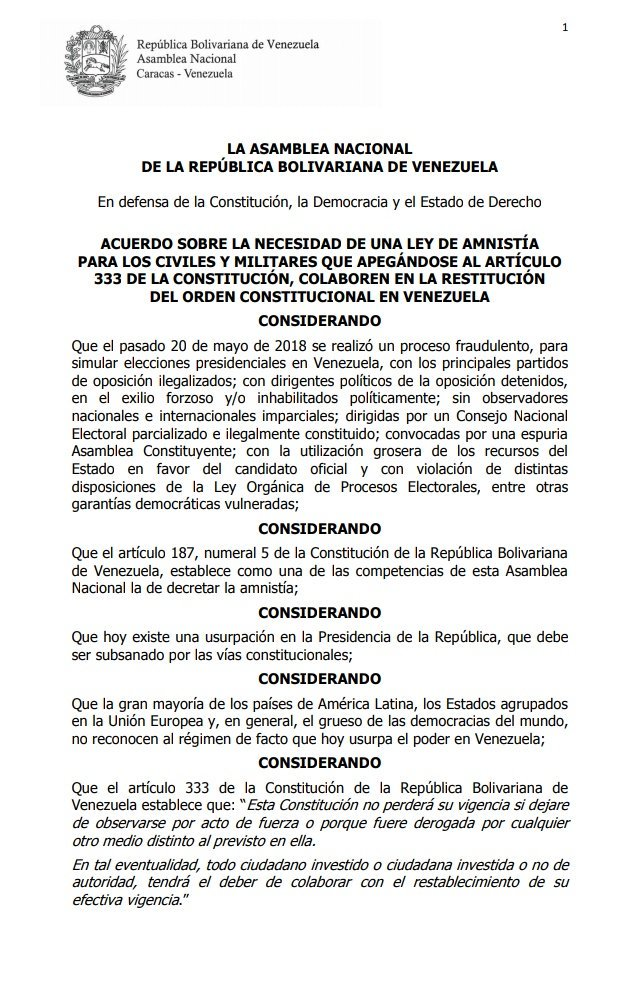
قانون العفو والضمانات الدستورية.

قانون العفو الفنزويلي 2019 هو قانون أصدرته الجمعية الوطنية الفنزويلية تم إنشاؤه لمنح العفو للمدنيين والعسكريين وغيرهم من المسؤولين الذين تم تحديدهم على أنهم سجناء ومضطهدون ومنفيين سياسيين عن أعمال ارتكبت من 1 يناير 1999 حتى إصدار القانون، والتي تضمنت الأعمال السياسية مثل التمرد والفتنة. كان هدفه إزالة بعض الآثار القانونية التي يمكن أن تعرض للخطر توطيد حكومة جديدة خلال أزمة الرئاسة الفنزويلية لعام 2019، والعسكريين والسلطات التي تساعد على «استعادة النظام الدستوري».
دعت هيومن رايتس ووتش إلى تعديل القانون لأنه قد ينص على العفو للعاملين في القطاع العام أو الجيش المتورطين في انتهاكات جسيمة لحقوق الإنسان.